# Hanita Hallan
Hanita Hallan, gebürtig Hanni Hamann (* 2. Oktober 1935 in Porto, Portugal), ist eine deutsche Schauspielerin und Tänzerin der 1950er- und frühen 1960er-Jahre.

## Leben und Wirken
Hanni Hamann, Tochter des zum Zeitpunkt ihrer Geburt in Portugal lebenden deutschen Kaufmanns Willy Hamann und seiner Gattin Otti, geborene Haus, besuchte vor Ort das Lyzeum und nahm vier Jahre Ballettunterricht. Noch im Teenageralter wurde die Nachwuchskünstlerin für den portugiesischen Film vor die Kamera geholt, wo sie in einigen Kinofilmen spielte.
Bald darauf wechselte sie, noch keine 20 Jahre alt, in das Land ihrer Eltern. In der Bundesrepublik Deutschland wurde Hanita Hallan in einer Reihe von wenig bedeutsamen Unterhaltungsfilmen besetzt. Hier verkörperte sie mit Nebenrollen eine Reihe hübscher, figurbetonter Mädchen und verführerische blonde femmes fatales. Gelegentlich, wie in dem B-Krimi Orientalische Nächte, konnte die Schauspielerin mit den markanten hohen Wangenknochen auch ihr tänzerisches Können unter Beweis stellen.
Nach einer Fernsehproduktion zog sich Hanita Hallan aus der Filmbranche wieder zurück. Was anschließend mit ihr geschah, ist der Wikipedia nicht bekannt.

## Filmografie (komplett)
- 1952: A Garça e a Serpente
- 1953: Chaimite
- 1953: Rosa de Alfama
- 1954: Mannequins für Rio
- 1954: Ingrid – Die Geschichte eines Fotomodells
- 1955: Die Wirtin an der Lahn
- 1956: Pulverschnee nach Übersee
- 1957: Sag es mit Musik (Quiéreme con musica)
- 1957: Der kühne Schwimmer
- 1957: Madeleine und der Legionär
- 1958: Hoppla, jetzt kommt Eddie
- 1959: Orientalische Nächte
- 1960: Der Lumpensammler (Fernsehkurzfilm)
- 1960: Sie können’s mir glauben (Fernsehfilm)
- 1960: Im weißen Rößl
- 1960: In 80 Takten um die Welt (TV-Show)
- 1961: Isola Bella
- 1963: Die Jagd nach Helena (Fernsehfilm)